# Steve Taylor Jr.
Steve Taylor Jr. (Chicago, Illinois, 15 de febrero de 1993) es un jugador de baloncesto estadounidense que pertenece a la plantilla de los Spartans Distrito Capital de la Superliga Profesional de Baloncesto de Venezuela. Con 2,06 metros de estatura, juega en la posición de pívot.

## Trayectoria deportiva
Es un pívot formado a caballo entre los Marquette Golden Eagles y los Toledo Rockets y tras no ser elegido en el Draft de la NBA de 2017, firmó su primer contrato profesional en agosto de 2017 fichó por el JDA Dijon de la Pro A francesa.
El 15 de febrero de 2022 se unió al Maccabi Haifa B.C. de la Liga Leumit de Israel.